# La primavera di Christine
La primavera di Christine (t.o. Maikäfer flieg, titolo internazionale Fly Away Home) è un film austriaco del 2016 diretto da Mirjam Unger, tratto da un romanzo autobiografico della scrittrice per l'infanzia Christine Nöstlinger.

## Trama
Vienna 1945. La famiglia di Christine perde la casa sotto i bombardamenti e si trasferisce in una villa fuori città appartenente ad una ricca famiglia a cui la madre prestava i suoi servizi come domestica. I nonni, a cui la bambina è particolarmente affezionata, restano invece in città. Presto vengono raggiunti dal padre, ferito e disertore, e dalla proprietaria con il figlio coetaneo di Christine. Il felice isolamento dalla guerra viene presto interrotto dall'arrivo dell'Armata Rossa. Per Christine è una festa, presa dal desiderio infantile di uscire dalla routine. Tutto diventa diverso quando l'Armata Rossa dopo un primo devastante sopralluogo prende possesso della villa. Christine fa amicizia con il cuoco, maltrattato dai suoi stessi commilitoni e che diventa per lei un mentore. Diventerà con i suoi giochi e le sue ribellioni causa di diverse evoluzioni, non sempre positive, e prenderà anche coscienza della ipocrisia dei grandi, ma anche del valore di alcune loro apparenti debolezze.
Il cartello finale ci racconta della fortuna di Christine come illustratrice e scrittrice per l'infanzia.
In Italia il film è distribuito da Just Wanted s.r.l..